# Blood in the Streets
«Sangre en las Calles» —título original en inglés: «Blood in the Streets»— es el cuarto episodio de la segunda temporada de la serie de televisión posapocalíptica y de horror Fear the Walking Dead. El guion estuvo firmado por Kate Erickson mientras Michael Uppendahl dirigió el episodio, que se emitió por AMC el 1 de mayo de 2016 en los Estados Unidos y en Latinoamérica.

## Trama
Nick se desembarca para encontrar el contacto de Strand en México. El grupo permite que una familia en apuros suba y resultan estar aliados con Jack, el chico con el que Alicia se había comunicado por radio. Los recién llegados terminan apoderándose de la nave y Strand intenta irse en balsa, pero la balsa recibe un disparo mientras escapa y comienza a hundirse lentamente. Cuando llega el líder del grupo, se lleva a Alicia y Travis con él y deja atrás a otros miembros de su grupo pirata para llevar el yate a la orilla. A través de los flashbacks, aprendemos más sobre Strand y su razón para ir a Baja California. Cuando Nick y Luis, el contacto de Strand, regresan a Abigail, pueden ayudar al grupo a liberarse y toman a un rehén, que está gravemente herido. Madison puede rescatar a Strand del agua y lo lleva de regreso a Abigail.

## Recepción

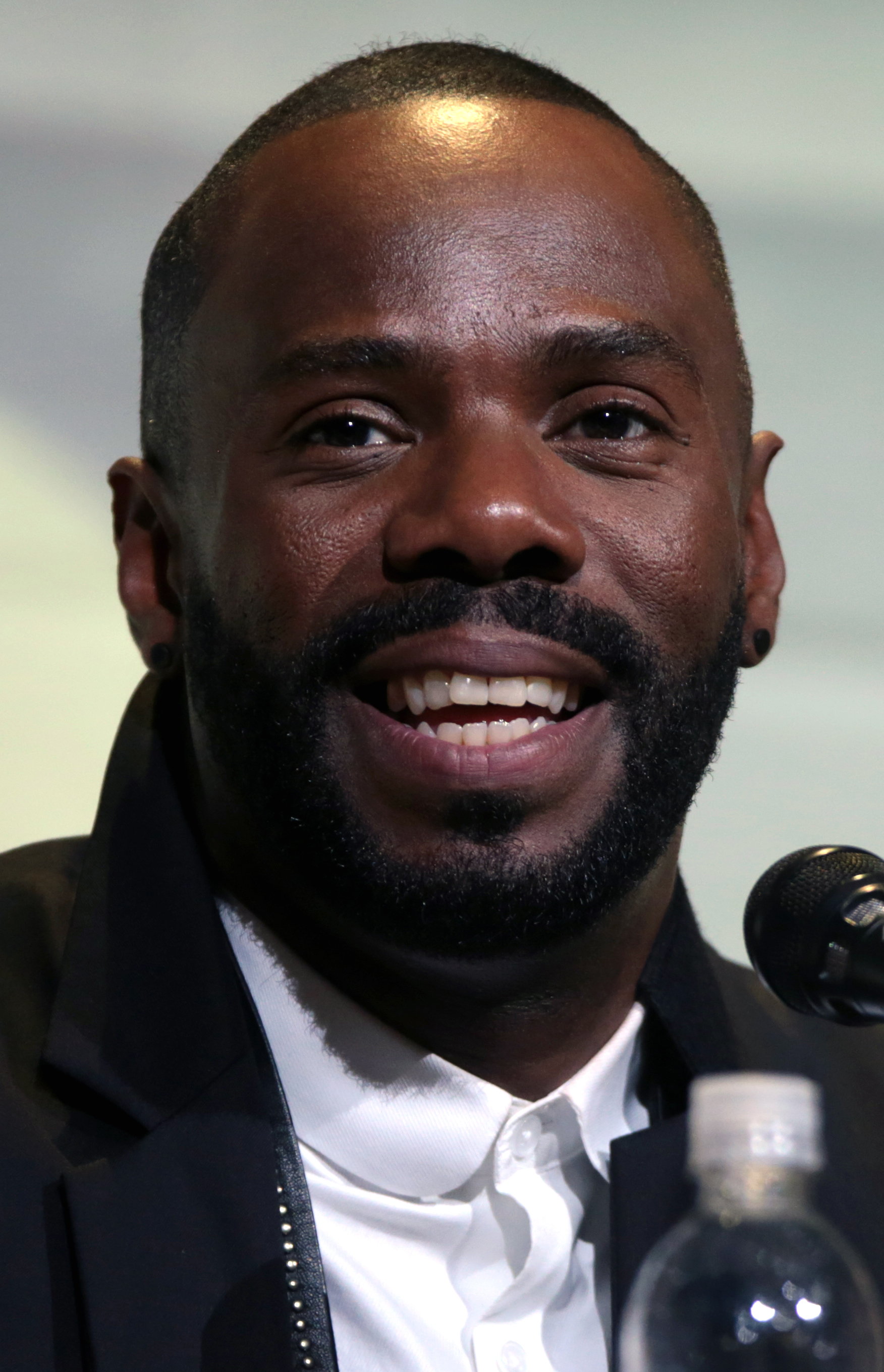
El desarrollo del personaje de Victor Strand (Colman Domingo) fue elogiado por los críticos.

"Blood in the Streets" recibió críticas positivas de los críticos. En Rotten Tomatoes, obtuvo una calificación de 91% con un puntaje promedio de 7.22 / 10 basado en 11 comentarios. El consenso del sitio dice: "'Blood in the Streets' finalmente arroja algo de luz sobre el enigmático Victor Strand, ya que aumenta las apuestas interpersonales y las emociones en alta mar".
Matt Fowler de IGN le dio a "Blood in the Streets" una calificación de 8.3 / 10 indicando: "'Blood in the Streets' reunió a nuestros personajes principales en un momento de crisis estrecha y confinada. Y sin espacio para disputas entre ellos, salieron con toda su fuerza, tanto física como psicológicamente para ganar el día (aunque la captura de Alicia sigue siendo un problema). Y en el primer experimento del programa con flashbacks, Strand recibió una gran experiencia arco."
Simon Abrams de "Vulture" elogió el desarrollo de Domingo y escribió: "La escritora de la serie Kate Erickson maneja el problema de Jack de una manera admirablemente cortante en "Blood on the Streets," un episodio que yuxtapone a su grupo de piratas con mentalidad empresarial con Victor Strand y su misterioso patrón, Thomas Abigail".
Danette Chavez escribiendo para The A.V. Club elogió el episodio con una calificación de B y en su reseña dijo: "Blood In The Streets" "revela casi todo sobre Victor Strand, excepto, por supuesto, su destino".

### Audiencia
"Blood in the Streets" fue visto por 4.80 millones de espectadores en los Estados Unidos en su fecha de emisión original, ligeramente por encima de la clasificación del episodios anterior de 4.73 millones.